# Dunnenbos
Het Dunnenbos, ook geschreven als Dunnenbosch, is een bosgebied in de gemeente Gulpen-Wittem in de Nederlandse provincie Limburg. Het hellingbos ligt ten noordwesten van Mechelen, ten zuidwesten van Partij-Wittem, ten zuidoosten van Gulpen en ten oosten van Berghem. Het ligt op een noordelijke uitloper van het Plateau van Crapoel dat in het noordwesten nog een uitloper heeft met de Gulperberg. Tussen beide uitlopers ligt een droogdal. Het Dunnenbos ligt op de oostelijke helling van het dal, op de westelijke helling van de uitloper.
Het bos is aangewezen als Natura 2000-gebied en maakt als zodanig deel uit van het grotere Natura 2000-gebied Geuldal.
Ten zuidwesten ligt aan de overzijde van een smalle akker het Wagelerbos. Het Dunnenbos is deel van een nagenoeg aaneengesloten bosgebied dat van noord naar zuid doorloopt tot in België. Aan de zuidzijde gaat het bos achtereenvolgens over in het Schweibergerbos, het Kruisbosch, De Molt, het Onderste Bosch, het Bovenste Bosch, het Bois de Beusdael en het Bois de Laschet. Het bosgebied is niet geheel aaneengesloten door golfbanen bij de buurtschap Landsrade, de weg tussen de dorpen Slenaken en Epen en de weg tussen de dorpen Teuven en Sippenaeken. Het bosgebied eindigt ten noordwesten van de Belgische plaats Hombourg.

## Moordkruis
In het Dunnenbos, waar het al overgaat in het Schweibergerbos, staat tussen de bomen een moordkruis. Het gietijzeren kruis met corpus ligt verscholen in het bos op 10 meter van het oostelijke pad waar een smal paadje heen voert, op de coördinaten 50° 48′ 0″ NB, 5° 54′ 14″ OL. De tekst op het kruis luidt:

Ter nagedachtenis aan de Eerw Pater F.P. Capucijner, te Hoogcruts Hier vermoord in het * Jaar 1753. * Mens bid niet alleen tot God in nood, Maar dank Hem voor uw dagelijks brood.

Het Klooster van Hoogcruts was in die tijd geen Capucijner klooster, maar een Sepulchrijnen klooster. Waarschijnlijk was F.P. onderweg naar huis, het Capucijner Klooster te Wittem, na een bezoek aan de kanunniken te Hoogcruts.

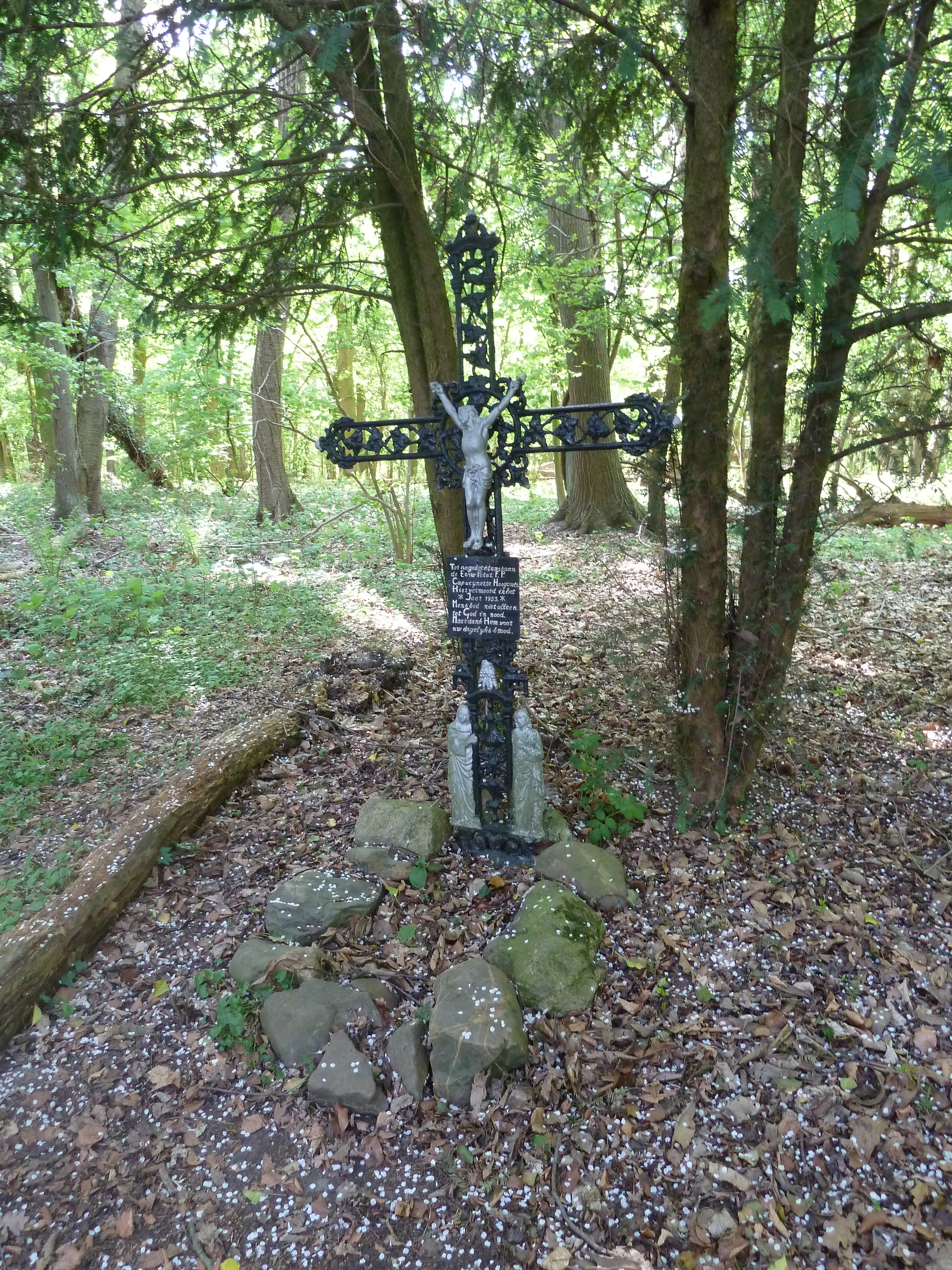
Het moordkruis
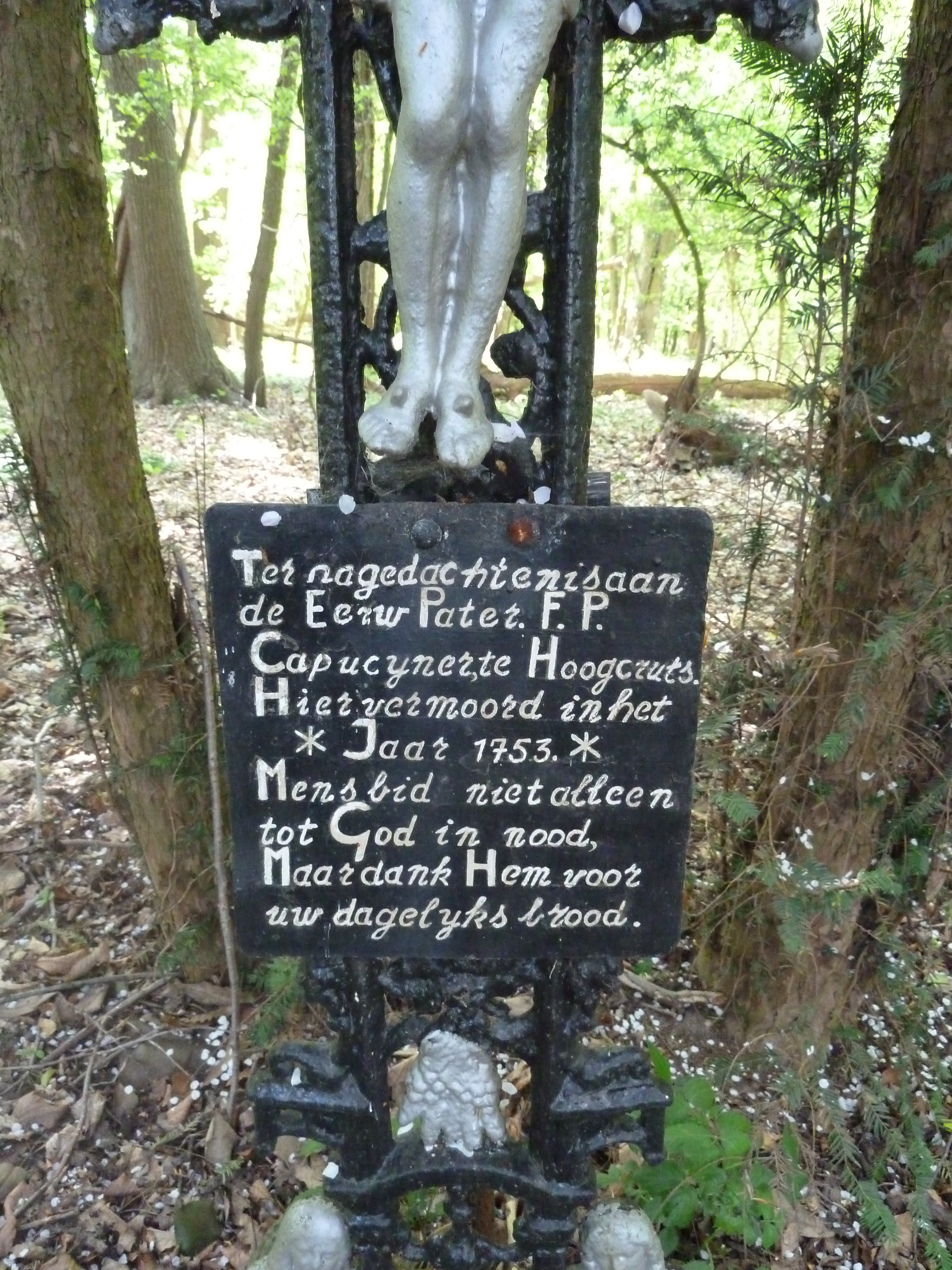
De tekst van het kruis